# Qanono Sports
AS Qanono Sports ist ein neukaledonischer Fußballverein. Er spielt im Championnat de Lifou. Größter Erfolg der Vereinsgeschichte war das Erreichen des Endspiels um den neukaledonischen Pokal 1994, welches man allerdings mit 1:5 verlor.